# 武汉轨道交通新港线
武汉轨道交通新港线是武汉地铁的一条在建线路，其定位为武汉地铁线网中的一条市域快线。全线起于蔡甸区常福，终至新洲区阳逻。新港线作为10号线的一部分，因途经位于新洲区阳逻的武汉新港而得名，将提前建设并开通。初期，新港线和10号线贯通运行；远期，两线将会拆分，各自独立运行。

## 工程概况

### 新港线一期工程
2016年至2018年，武汉市完成城市轨道交通第四期建设规划(2019-2024年）研究、专家咨询工作，并于2018年12月25日获国家发改委批复。四期建设规划方案按照市域快线和地铁线路两个层次，共计10条线路（段），规划总长度198.4公里，其中市域快线116.7公里，地铁86.7公里。其中，市域快线新港线作为10号线东段，自信和路（工业四路在洪山区的延长线）至桃桥湖，全长30.2km，设站11座。
2020年3月，武汉市启动了第四期建设规划调整研究工作，10号线一期作为新港线延伸工程纳入其中，工程起于淮海路站，止于工业四路站，与新港线衔接，计划2025年建设完成。结合沿线发展现状及规划建设进展，为规遊客流风险，优化运营组织，兼顾四期建设规划调整及线网结构优化需要，针对新港线运营组织及建设方案进行了深入研究，推荐采用新港线预留分段运营条件、分两期进行建设的方案。新港线一期工程由工业四路站（现改名为北洋桥站）至白玉山站先行建设，初期与10号线一期工程贯通运营，新港线二期工程后期建设，建成后新港线与10号线在铁铺岭站拆分。
新港线一期工程起于杨春湖片区北洋桥站，沿明德路、青王公路、青化路走行，止于白玉山站，途经杨春湖城市副中心、武汉火车站、武钢、白玉山。线路全长10.90km，共设站5座，均为地下站，平均站间距为2574m。新港线一期工程新建铁铺岭车辆段，设置于青王路与武鄂高速路口东北象限地块，与铁铺岭站接轨。新港线与19号线共用落步嘴主变，利用国博控制中心。

### 10号线一期工程（又称新港线西延线）
10号线一期工程起于淮海路站，沿振兴二路、二环线、二七路东行，随后穿越长江进入武昌岸国盛街，沿友谊大道、工业二路向东接至新港线一期工程起点工业四路站。新港线西延线工程线路全长约20.28km，均为地下线，设站9座，其中换乘站7座，平均站间距2253m，最大站间距3567m，为二七路站～余家头站，最小站间距1165m，为二七小路站～二七路站。初、近、远期均采用A型车6辆编组。

## 建设历程
2023年7月25日，武汉地铁新港线一期工程武汉火车站东广场盾构工作井至铁铺岭站盾构区间右线盾构正式始发掘进（文中称武铁区间），作为该线首台盾构始发，标志着新港线一期工程建设取得了关键性进展。12月22日，武汉轨道交通新港线一期工程北洋桥站第一段地下连续墙导墙浇筑完成，标志着北洋桥站正式开工建设。

## 车站
| 武汉轨道交通新港线车站列表 |                        |           |         |        |                                                                   |          |          |
| 中文站名                   | 英文站名               | 站间距/km | 里程/km | 所在地 | 换乘线路                                                          | 车站形式 | 启用日期 |
| 汉口火车站                 | Hankou Railway Station |           |         | 江汉区 | █ 2号线 汉口站                                                    |          | 建设中   |
| 唐家墩                     | Tangjiadun             |           |         | 江汉区 | █ 6号线                                                           |          | 建设中   |
| 竹叶山                     | Zhuyeshan              |           |         | 江岸区 | █ 8号线                                                           |          | 建设中   |
| 二七小路                   | Erqi Branch Road       |           |         | 江岸区 | █ 3号线                                                           |          | 建设中   |
| 二七路                     | Erqi Road              |           |         | 江岸区 | █ 1号线                                                           |          | 建设中   |
| 余家头                     | Yujiatou               |           |         | 武昌区 | █ 5号线                                                           |          | 建设中   |
| 钢都花园                   | Gangdu Huayuan         |           |         | 青山区 | █ 12号线                                                          |          | 建设中   |
| 工业路                     | Gongye Road            |           |         | 青山区 |                                                                   |          | 建设中   |
| 北洋桥                     | Beiyangqiao            |           |         | 洪山区 |                                                                   |          | 建设中   |
| 武汉火车站                 | Wuhan Railway Station  |           |         | 洪山区 | █ 4号线 武汉站东广场站： █ 5号线 武汉站西广场站： █ 19号线 武汉站 |          | 建设中   |
| 铁铺岭                     | Tiepuling              |           |         | 洪山区 |                                                                   |          | 建设中   |
| 万家咀                     | Wanjiazui              |           |         | 青山区 |                                                                   |          | 建设中   |
| 白玉山                     | Baiyushan              |           |         | 青山区 |                                                                   |          | 建设中   |

## 未来发展

### 拆解
新港线一期工程初期与10号线贯通运营，采用6A编组。待新港线白玉山至阳逻桃桥湖段建成后，新港线与10号线将于铁铺岭站拆分，两线分段各自独立运营。北洋桥站至铁铺岭站划入10号线，新港线将新建一段轨道连接铁铺岭站和武汉火车站。

### 继续向两端延伸
10号线未来还将自淮海路站继续向武汉市西南方向延伸，延伸线将途径硚口区、汉阳区、武汉经开区，直至蔡甸区常福。该延伸线目前仍在规划阶段。
新港线未来将自白玉山站起，穿越长江，向武汉市东北方向延伸。线路途径武汉化工区、武汉新港、新洲阳逻等地区，终至桃桥湖站。此段即为新港线二期工程。

## 车辆
新港线初期采用A型车6节编组，运行最高速度为120km/h。远期10号线与新港线拆解后，新港线以满足市域客流与城区间的交流为主，为提高服务水平和满载率，预计将会采用4节编组，而10号线继续使用6节编组。

### 内部链接
- 武汉轨道交通